# Пшиборув (Малопольське воєводство)
Пшиборув (пол. Przyborów) — село в Польщі, у гміні Боженцин Бжеського повіту Малопольського воєводства.
Населення — 1804 особи (2011).
У 1975-1998 роках село належало до Тарновського воєводства.

## Демографія
Демографічна структура станом на 31 березня 2011 року:
|          | Загалом | Допрацездатний вік | Працездатний вік | Постпрацездатний вік |
| -------- | ------- | ------------------ | ---------------- | -------------------- |
| Чоловіки | 903     | 208                | 621              | 74                   |
| Жінки    | 901     | 178                | 542              | 181                  |
| Разом    | 1804    | 386                | 1163             | 255                  |